# Leyland Sherpa
Der Leyland Sherpa ist ein 1974 gestarteter Kleintransporter des britischen Automobilherstellers British Leyland Motor Corporation, der unter verschiedenen Herstellern in veränderter Form bis 2005 gebaut wurde.

## Geschichte und Entwicklung
In den späten sechziger Jahren waren die von British Leyland Motor Corporation angebotenen leichten Nutzfahrzeuge veraltet. Der Austin-Morris J4 war schon lange technisch überholt und der Austin-Morris 250 JU war im Handel nicht sehr beliebt. Mit den moderneren Konkurrenten Ford Transit und Bedford Blitz konnten diese nicht mehr mithalten. Lediglich mit dem Commer PB war man auf gleicher Höhe. Deswegen musste ein Nachfolger aus möglichst bereits vorhandenen Teilen entstehen, aus dem der Leyland Sherpa wurde. Im Wesentlichen entwickelt wurde dieser durch Stan Dews der bereits früher bei Leyland gearbeitet hatte und bei Ford als Ingenieur den Ford Transit mit entwickelt hatte. Leyland gelang es, ihn zurückzugewinnen und daher stammt auch eine gewisse Ähnlichkeit des Sherpa mit dem Transit I. Später vermarktete man den Leyland Sherpa auch als Austin-Morris Sherpa.
1981 wurde der BLMC-Konzern aufgespalten, wodurch die Austin Rover Group entstand. Zu ihr gehörte Land Rover mit der Nutzfahrzeugsparte Freight Rover. Aus dem Sherpa wurde nun der Freight Rover Sherpa und später Freight Rover 200-300.
Nachdem 1986 der Verkauf der Austin-Rover Group an General Motors gescheitert war, wurde diese erneut aufgespalten. Freight Rover wurde zusammen mit DAF zu Leyland DAF fusioniert. So wurde nun der Freight Rover 200-300 zum Leyland DAF 200-400 bzw. Daf 400 auf dem europäischen Festland.
1993 musste Leyland DAF Insolvenz anmelden. Es gründete sich die LDV-GmbH, die den Leyland Daf 200-400 vorerst weiter baute und schließlich als LDV Pilot und LDV Convoy bis 2005 anbot. So wurde die Entwicklung von 1974 über 30 Jahre lang gebaut.

## Leyland Van / Leyland Sherpa 1974–1981 / Austin-Morris Sherpa 1978–1981
Im Jahr 1974 wurde der Leyland Van vorgestellt. Angeboten wurden Kastenwagen, Kleinbus, Minibus und ein Fahrgestell für verschiedenste Aufbauten. In der kleinsten Kastenwagenversion hatte er ein Ladevolumen von 5,4 m³.
Der bestimmende Ingenieur Stan Dews wollte ihn als Van von Leyland anbieten, was die Kunden aber verwirrte und 6 Monate nach Markteintritt zum Namen Leyland Sherpa führte.
BLMC hatte bei Entwicklungsstart nur noch einen Marktanteil von etwa 7 Prozent im Kleintransportermarkt und es wurde daher auf geringe Herstellungs- und Entwicklungskosten gesetzt. So erhielt der Sherpa die Bodengruppe und Achsen des Austin-Morris 250 JU und die Seitenwände, Heckklappe und Dach des Austin-Morris J4. Als Antrieb wurden die „Series B“ Ottomotoren mit 1622 cm³ und 1798 cm³ wie im Morris Marina verwendet sowie eine leistungsgesteigerte 1,8-Liter-Version des alten 1,5-Liter-B-Serie Dieselmotors, jeweils mit Schaltgetriebe. Ein Viergang-Schaltgetriebe aus dem Austin 3-Litre C-Serie war erhältlich, auf Wunsch auch mit Overdrive. Weitere Teile die aus anderen Modellen des Konzerns stammten waren etwa die Heizung und Armaturenbrett des Marina, die Türgriffe des Morris Mini und das Lenkrad stammte aus dem Austin 2200.
Das neue Modell sollte schmaler sein als die Mitbewerber Ford Transit und Bedford Blitz, damit es auch in engen Gassen leicht zu manövrieren war. Zudem sollte eine kurze Haube bei Frontschäden mehr Schutz bieten, die Wartungskosten verringern und die Verstellmöglichkeit der Sitzposition verbessern. Die Motoren wurden daher vor den Sitzen eingebaut und die Sitze hinter der Vorderachse. Der Marktanteil von BLMC stieg in der Folge rasch und so wurde das Entwicklungsbudget erhöht. Dies brachte 1978 neue 1,7- und 2,0-Liter-O-Serie Motoren sowie auch verstärkte Karosserien. Ab 1978 wurde er zusätzlich als Austin-Morris Sherpa angeboten, ab 1982 wurde er dann zum Freight Rover Sherpa.

## BMC-Sherpa Türkei
BMC (Türkei) produzierte in der Türkei ein Derivat des Sherpa und ab 2006 auch ein Pick-up-Derivat für den nationalen Markt.

## Trivia
- Der Leyland Sherpa hatte 1977 einen Auftritt im James-Bond-Film Der Spion, der mich liebte.
- Im Film Billy Elliot – I Will Dance war ebenfalls ein Sherpa zu sehen.
- Die Schallplatte / Privateering von Mark Knopfler (2012) zeigt ein derartiges Fahrzeug auf dem Cover